# On the Run (chanson)
Pour les articles homonymes, voir On the Run.
Pistes de The Dark Side of the Moon
Breathe Time
On the Run est la 3e chanson de l'album Dark Side of the Moon (1973) du groupe de rock progressif anglais Pink Floyd. C'est une chanson instrumentale qui traite des pressions du voyage (dont Rick Wright a dit que ces mêmes pressions apportent souvent la crainte de la mort). Quand le groupe jouait cette chanson en concert, un modèle d'avion réduit volait d'une extrémité de la scène à l'autre en se brisant dans une explosion brillante.
On the Run signifie « en fuite » ou « en cavale », reflétant l'ambiance générale du morceau.

## Composition
Ce morceau a été créé en s'alimentant d'une série simple de notes dans le VCS3 et en l'accélérant, avec un générateur de bruits. Ils ont alors ajouté les parties de guitare, ont créé plein de bruits, avec un microphone et plein de bruits bizarres avec des bandes sans fin. Il y a également quelques autres parties de synthétiseur, faites pour ressembler à un certain type de véhicule qui passe dans la rue, donnant un effet Doppler. On entend une voix de femme donnant des informations générales aux clients d'un aéroport et plus tard, le roadie du groupe Roger "The Hat" Manifold, disant: « Live for today, gone tomorrow. That's me » (Vivre pour aujourd'hui, parti demain. C'est moi!) suivi de son rire. Vers la fin, on entend une explosion de bombe qui devient graduellement plus silencieuse pendant que les secondes s'écoulent, avec les tic-tacs d'horloge annonçant la chanson Time.
Quand The Dark Side of the Moon a été interprété pour la première fois en 1972 (avant que l'album soit sorti), l'instrumental s'est appelé "The Travel Sequence" et était, au lieu d'un complexe instrumental électronique, une simple improvisation de guitare.
On The Run peut également être considérée comme une des toutes premières chansons d'un style de musique qui apparaîtra et se démocratisera à la fin des années 1980 : la techno .  

## Personnel
- Roger Waters – VCS3, guitare basse bourdon
- David Gilmour – Effets de guitare, EMS Synthi A
- Richard Wright –  Orgue Hammond, Cabine Leslie
- Nick Mason – Percussion, effets sonores
- Peter James – Pas, respiration[4]
- Roger "The Hat" Manifold – Voix

## Culture populaire
Cette chanson est entendue dans la bande son du film Black Phone de Scott Derrickson (2021)[réf. nécessaire].